# Iberer
Ibererne (latin: Hibērī, fra græsk: Ἴβηρες, Iberes ) var et folk fra oldtiden, der bosatte sig på den Iberiske Halvøs østlige og sydlige kyster, i hvert fald fra det 6. århundrede f.Kr. De er beskrevet i græske og romerske kilder (bl.a. af Hecataeus fra Milet, Avienus, Herodot og Strabon). Romerske kilder bruger også udtrykket Hispani til at henvise til ibererne.
Udtrykket iberisk, som brugt af antikkens forfattere, havde to forskellige betydninger. Den ene – mere generel – refererede til alle befolkningerne på den Iberiske Halvø uden hensyntagen til etniske forskelle (præ-indo-europæiske, keltere og ikke-keltiske indo-europæere). Den anden – mere indskrænkede etniske betydning og den, der behandles i denne artikel – refererer til de mennesker, der boede på den Iberiske Halvøs østlige og sydlige kyster, som i det 6. århundrede f.Kr. havde absorberet kulturelle påvirkninger fra fønikerne og grækerne. Denne præ-indoeuropæiske kulturgruppe talte det iberiske sprog fra det 7. til i hvert fald det 1. århundrede f.Kr. Resten af halvøen – i de nordlige, centrale og nordvestlige områder – var beboet af vasconer, keltere eller keltiberiske grupper og de muligvis præ-keltiske eller proto-keltiske indoeuropæiske lusitanere, vettoner og turdetanier.
Fra det 5. århundrede f.Kr. blev iberiske soldater hyppigt indsat i kampe i Italien, Grækenland og især Sicilien på grund af deres militære kvaliteter.

## Yderligere læsning
- Beltrán, Miguel (1996): Los iberos en Aragón, Zaragoza.
- Ruiz, Arturo; Molinos, Manuel (1993): Los iberos, Barcelona.
- Sanmartí, Joan; Santacana, Joan (2005): Els ibers del nord, Barcelona.
- Sanmartí, Joan (2005): «La conformación del mundo ibérico septentrional», Palaeohispanica 5, pp. 333-358.

## Eksterne links
- Detaljeret kort over de præ-romerske folk i Iberien (omkring 200 f.Kr.)
- Iberian Epigraphy Page, af JR Ramos